# هكر (ذمار)
هكر هي إحدى قرى الجمهورية اليمنية. تتبع جغرافيا لمحافظة ذمار وإداريًا لمديرية ميفعة عنس. يبلغ تعداد سكانها 1441 نسمة حسب الإحصاء الذي أجري عام 2004.